# Візіру
Візіру (рум. Viziru) — село у повіті Бреїла в Румунії. Адміністративний центр комуни Візіру.
Село розташоване на відстані 142 км на північний схід від Бухареста, 35 км на південний захід від Бреїли, 117 км на північний захід від Констанци, 53 км на південний захід від Галаца.

## Населення
За даними перепису населення 2002 року у селі проживали 4058 осіб.
Національний склад населення села:
| Національність | Кількість осіб | Відсоток |
| -------------- | -------------- | -------- |
| румуни         | 3603           | 88,8%    |
| цигани         | 454            | 11,2%    |

Рідною мовою назвали:
| Мова      | Кількість осіб | Відсоток |
| --------- | -------------- | -------- |
| румунська | 3706           | 91,3%    |
| циганська | 352            | 8,7%     |